# Charles Paul Landon
Charles Paul Landon, född den 12 oktober 1761 i Nonant-le-Pin, död den 5 mars 1826 i Paris, var en fransk målare och skriftställare.
Landon var lärjunge till Regnault och vann akademiens Rompris 1792. Han gjorde sig sedan känd huvudsakligen genom sina arbeten om måleri och konstnärer. Han utgav nära hundra volymer, text och konturteckningar, som innehåller en mängd detaljuppgifter av konsthistoriskt värde. Landon var från 1816 konservator för Louvrens måleriavdelning.
Landon är begravd på Père-Lachaise i Paris.

## Bilder

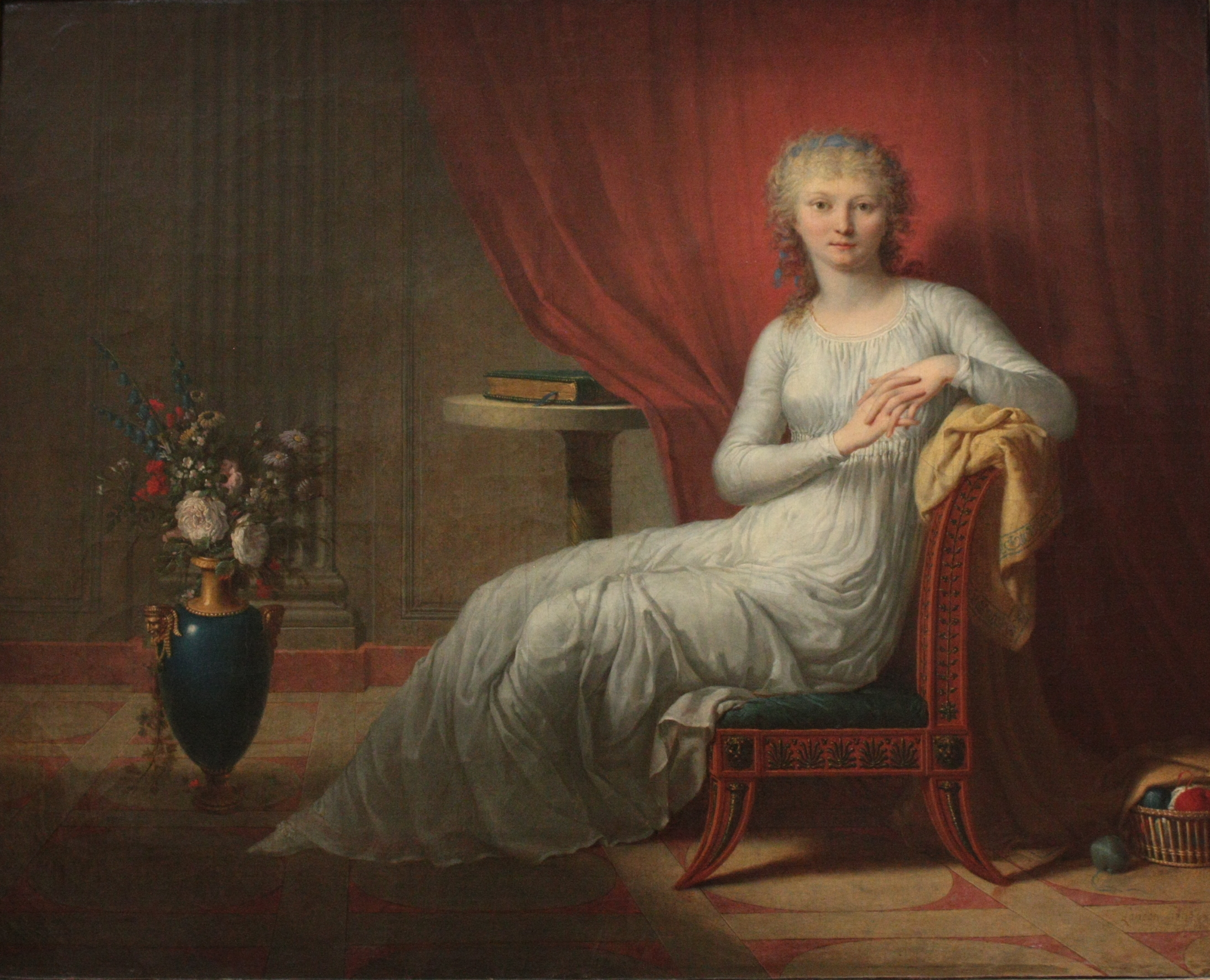
Porträtt av kvinna (1793).
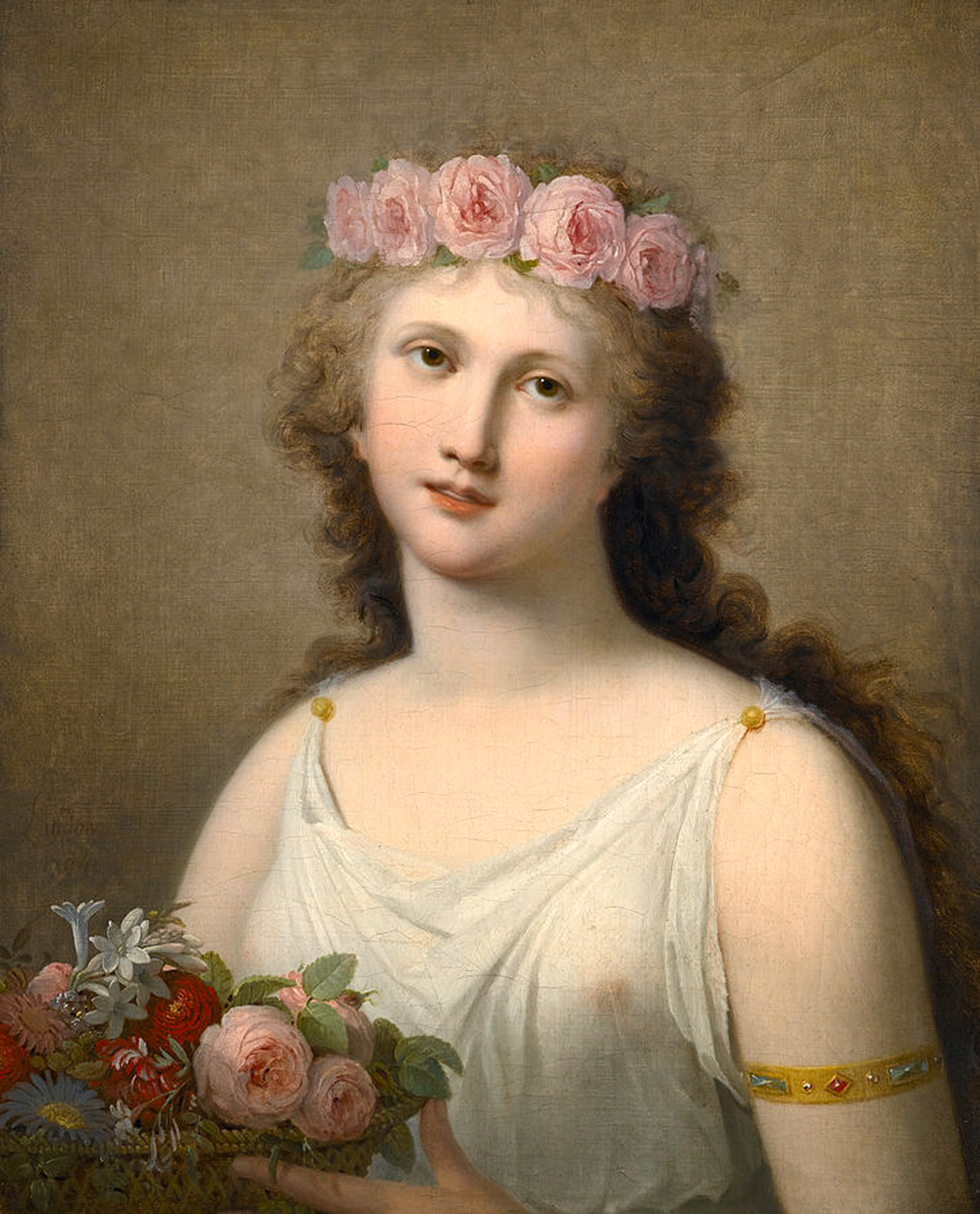
Allegori över sommaren (1794).
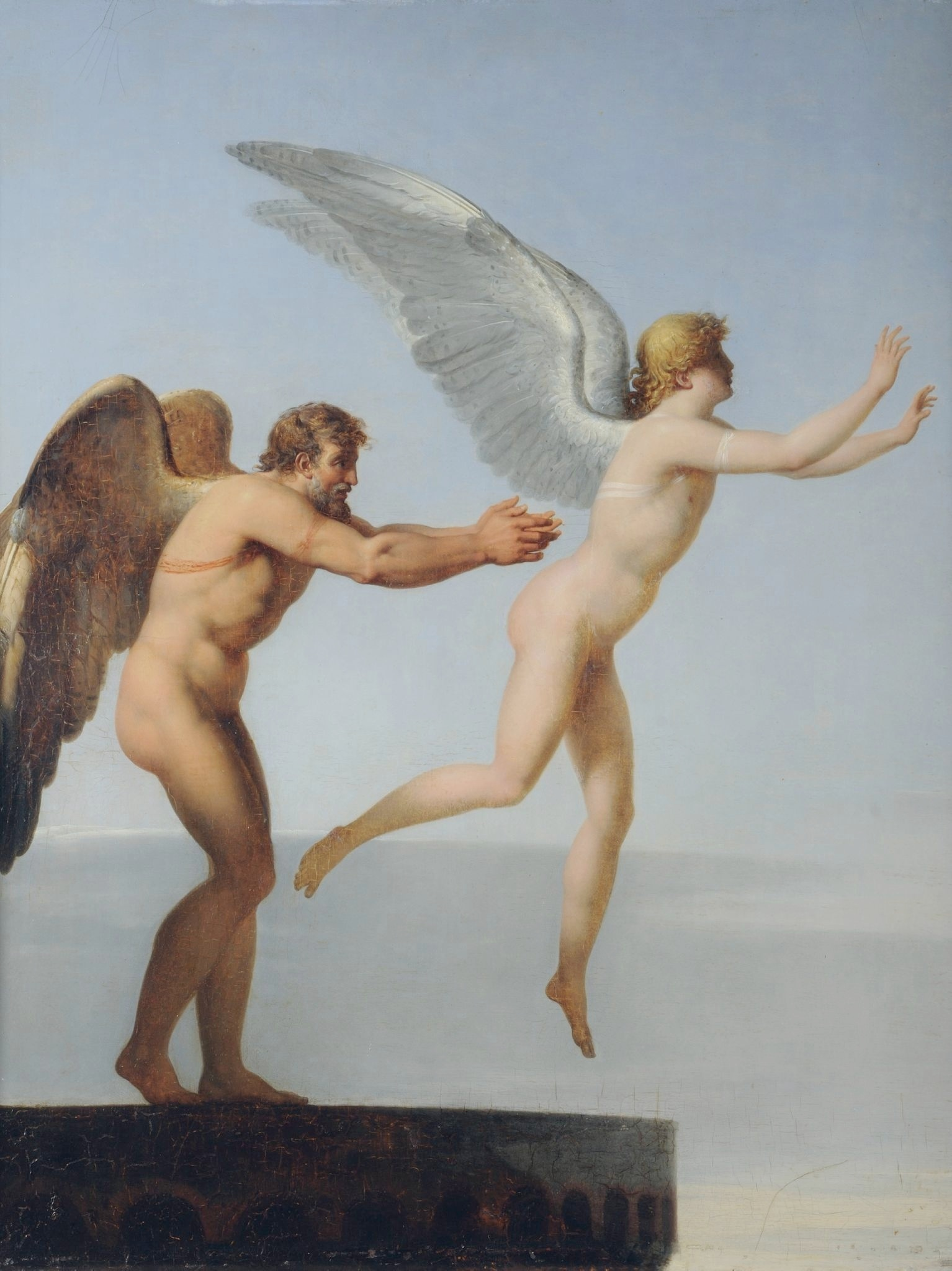
Ikaros och Daidalos (1799).